# عبدونة الجبل (بني شيكر)
عبدونة الجبل هي إحدى مشيخات المملكة المغربية، تتبع جغرافيا لإقليم الناظور وإداريًا لبني شيكر. يقدر عدد سكانها بـ 2416 نسمة حسب الإحصاء الرسمي للسكان والسكنى لسنة 2004.